# Amy Pieters
Amy Pieters (Haarlem, 1 juni 1991) is een Nederlands voormalig wielrenster. Ze was zowel op de weg als op de baan actief. Pieters kwam sinds 2017 uit voor de Nederlandse wielerploeg Boels Dolmans Cycling Team, dat sinds 1 januari 2021 Team SD Worx genoemd wordt. Daarvoor reed ze een jaar bij het Britse Wiggle High5 en vijf jaar voor Liv-Plantur. In 2021 kwam ze zwaar ten val wat leidde tot een ernstig hersen- en lichamelijk letsel.

## Biografie
Pieters is een dochter van oud-wielrenner Peter Pieters en een zus van Roy Pieters.
In 2006 werd ze kampioen op het omnium en de individuele tijdrit op de weg. Daarnaast werd ze tweede in de nationale wegwedstrijd. In 2007 werd ze kampioen op de weg en tweede op de tijdrit, nog steeds bij de nieuwelingen. Datzelfde jaar werd ze echter ook kampioene op de 500 meter, individuele achtervolging, keirin en puntenkoers en tweede op de scratch.
In 2008 won ze nogmaals de 500 meter, achtervolging, keirin en puntenkoers maar werd ditmaal ook kampioen op de scratch. Op de weg werd ze in beide wedstrijden tweede. 
Ze wist de derde plaats te veroveren op de Europese kampioenschappen puntenkoers voor junioren. Bijkomende uitslagen waren de derde plaats in de Omloop van Borsele voor junioren en de derde plaats in de Zesdaagse van Amsterdam, samen met Lotte van Hoek.
In 2009 werd ze in Kopenhagen tweede op de ploegenachtervolging in een wedstrijd om de wereldbeker, samen met Vera Koedooder en Ellen van Dijk. Op de wereldkampioenschappen baanwielrennen voor elite werden ze vierde. Ze werd tweede op het Nederlands kampioenschap tijdrijden voor junioren en wederom derde in de Omloop van Borsele voor junioren.

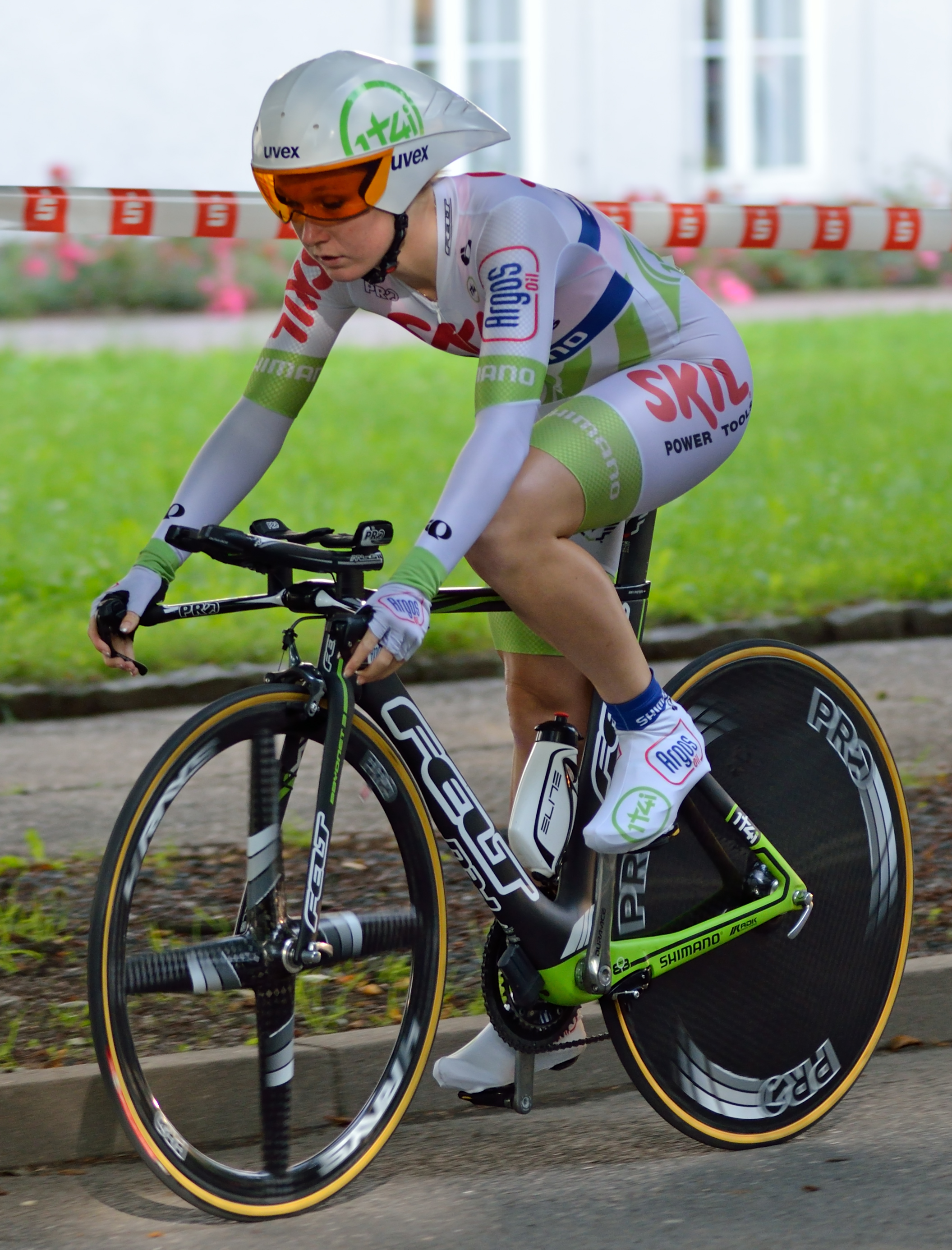
Pieters bij Skil-Argos in 2012.

In 2010 reed ze voor het eerst als prof. Haar eerste prestatie was een vijfde plaats op het wereldkampioenschap op de ploegenachtervolging. Voor 2011 veranderde ze van team, ze komt nu uit voor Argos-Shimano.
Op de Olympische Spelen van Londen 2012 kwam Pieters uit op de ploegenachtervolging samen met Ellen van Dijk, Kirsten Wild en Vera Koedooder en werd daar 6e.
Op de weg won Pieters in 2014 de Omloop Het Nieuwsblad, de 2e etappe in de Ladies Tour of Qatar en in 2015 de proloog in de Route de France. Ook behaalde ze ereplaatsen in de Ronde van Drenthe, La Course, Holland Hills Classic, Le Samyn en Open de Suède Vårgårda.
Op 21 mei 2018 won Pieters de derde etappe in de Baskische etappekoers Emakumeen Bira. De renster van Boels-Dolmans versloeg in de etappe over 114,5 kilometer met start en finish in Aretxabaleta de Zweedse Emilia Fahlin en de Duitse Clara Koppenburg in de eindsprint van een kopgroep bestaande uit negen rensters. Haar zege was de derde Nederlandse zege op rij in de Baskische etappekoers meetellend in de UCI Women's World Tour. Sabrina Stultiens (WaowDeals) was twee dagen daarvoor de beste in de openingsrit, Annemiek van Vleuten (Mitchelton-Scott) won een dag eerder de individuele tijdrit. Op 7 augustus behaalde ze, net als het jaar ervoor, brons in de koppelkoers op het EK baanwielrennen met Kirsten Wild. Op 25 augustus won Pieters de Bretonse World-Tourwedstrijd GP Plouay door Marianne Vos en Coryn Rivera te verslaan in de sprint.
Op 2 maart 2019 won Pieters samen met Kirsten Wild de koppelkoers tijdens het Wereldkampioenschappen baanwielrennen in de Poolse stad Pruszków. Op 10 augustus van dat jaar werd ze in Alkmaar Europees kampioene in de wegwedstrijd.

### Ongeval
Op 23 december 2021 kwam Pieters in Spanje, tijdens een training met de baanploeg ten val. Ze werd met de traumahelikopter naar het ziekenhuis overgebracht. Daar werd direct een spoedoperatie gedaan om de druk van haar hersenen te halen en werd ze in coma gehouden. Op 5 januari 2022 kon ze voor het eerst zelfstandig ademen. Op 29 april 2022 werd bekend dat Pieters ontwaakt was uit de coma waarin ze sinds eind 2021 lag. Haar toestand verbeterde de maanden daarna langzaam. Vanaf augustus 2022 verbleef ze doordeweeks in het Daan Theeuwes Centrum te Woerden en 's weekends bij haar ouders.  Op 17 februari 2023 bracht SD Worx naar buiten dat Amy Pieters vanwege optredende epileptische aanvallen een terugslag in haar herstel kent. Anno 2025 woonde ze in een appartement in Amersfoort, aangepast aan haar toestand. Pieters kan weer lopen, maar heeft enkel een kortetermijngeheugen en beperkt spraakvermogen.

## Overwinningen

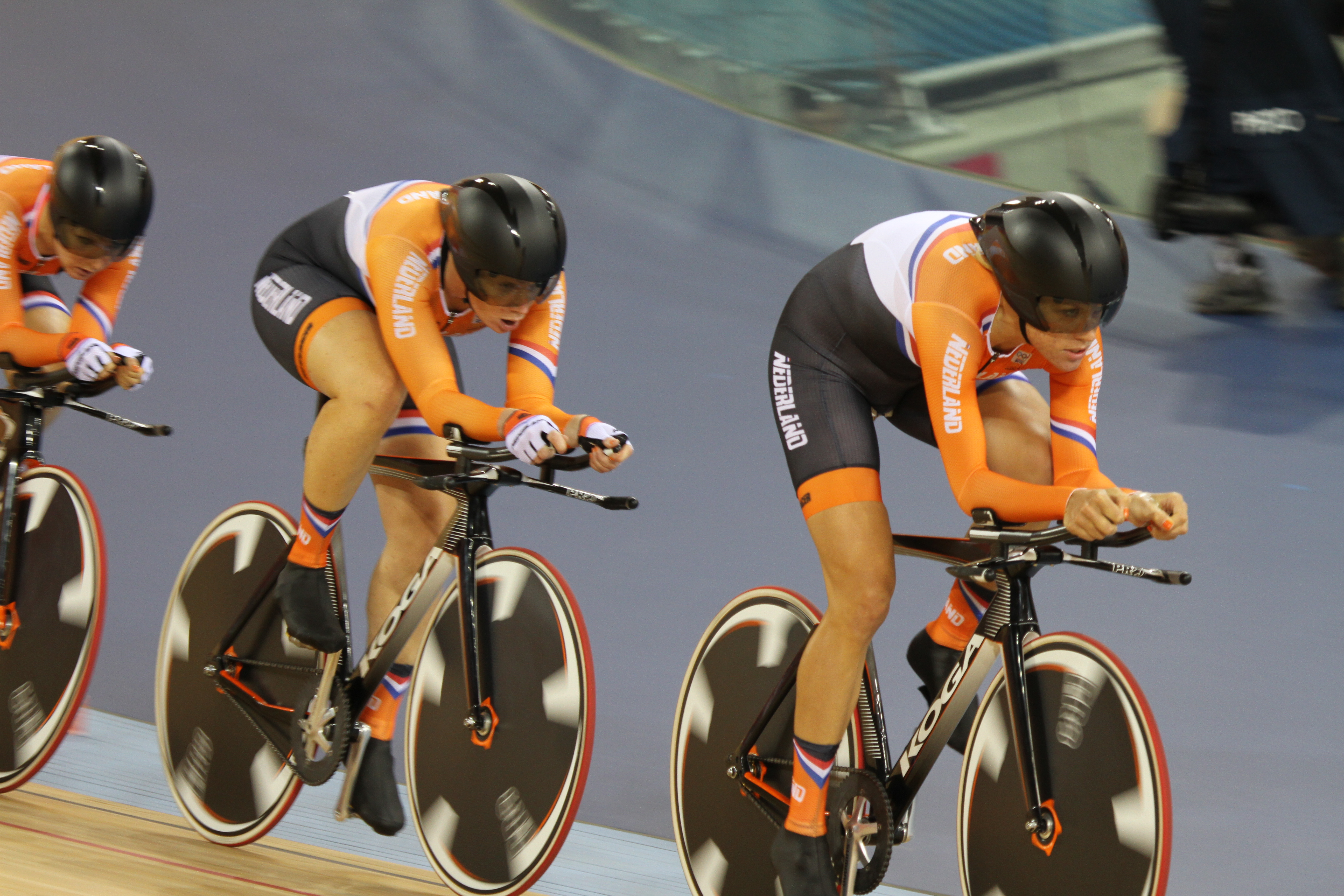
Pieters (links) op de Olympische Zomerspelen 2012 in Londen.

### Baanwielrennen
| Jaar       | NK                                                                                         | EK                               | WK                               | Overig                                                                                 |            |
| Als junior | Als junior                                                                                 | Als junior                       | Als junior                       | Als junior                                                                             | Als junior |
| ---------- | ------------------------------------------------------------------------------------------ | -------------------------------- | -------------------------------- | -------------------------------------------------------------------------------------- | ---------- |
| 2007       | achtervolging keirin puntenkoers 500m · scratch                                            |                                  |                                  |                                                                                        |            |
| 2008       | achtervolging keirin puntenkoers scratch 500m                                              | puntenkoers                      |                                  |                                                                                        |            |
| 2009       |                                                                                            |                                  | ploegenachtervolging             |                                                                                        |            |
| Als elite  |                                                                                            |                                  |                                  |                                                                                        |            |
| 2009       | achtervolging, koppelkoers                                                                 |                                  |                                  |                                                                                        |            |
| 2010       | koppelkoers, puntenkoers                                                                   |                                  |                                  |                                                                                        |            |
| 2011       | koppelkoers, puntenkoers · achtervolging                                                   |                                  |                                  | WB Astana: ploegenachtervolging                                                        |            |
| 2012       | omnium, puntenkoers · achtervolging, koppelkoers · scratch                                 |                                  |                                  |                                                                                        |            |
| 2013       | koppelkoers, achtervolging · scratch, puntenkoers                                          |                                  |                                  |                                                                                        |            |
| 2014       | ploegenachtervolging, koppelkoers · achtervolging, puntenkoers                             |                                  |                                  |                                                                                        |            |
| 2015       | ploegenachtervolging, scratch · achtervolging koppelkoers · puntenkoers                    |                                  |                                  |                                                                                        |            |
| 2016       |                                                                                            |                                  |                                  |                                                                                        |            |
| 2017       | achtervolging, koppelkoers · omnium                                                        | koppelkoers · (met Kirsten Wild) |                                  |                                                                                        |            |
| 2018       | achtervolging, koppelkoers (met Kirsten Wild) · ploegenachtervolging, puntenkoers, scratch | koppelkoers · (met Kirsten Wild) | koppelkoers · (met Kirsten Wild) | WB Minsk: koppelkoers (met Kirsten Wild), · scratch                                    |            |
| 2019       | puntenkoers, achtervolging, · koppelkoers (met Kirsten Wild), omnium                       | koppelkoers · (met Kirsten Wild) | koppelkoers · (met Kirsten Wild) | WB Hongkong: koppelkoers (met Kirsten Wild) · WB Minsk: koppelkoers (met Kirsten Wild) |            |
| 2020       |                                                                                            |                                  | koppelkoers · (met Kirsten Wild) |                                                                                        |            |

### Wegwielrennen
2014 - 2 zeges
- 2e etappe Ronde van Qatar
- Omloop Het Nieuwsblad

2015 - 1 zege
- Proloog Route de France

2016 - 2 zeges
- 2e etappe The Women's Tour
- Proloog Route de France

2017 - 2 zeges
- 1e etappe B Healthy Ageing Tour
- 2e etappe OVO Women's Tour

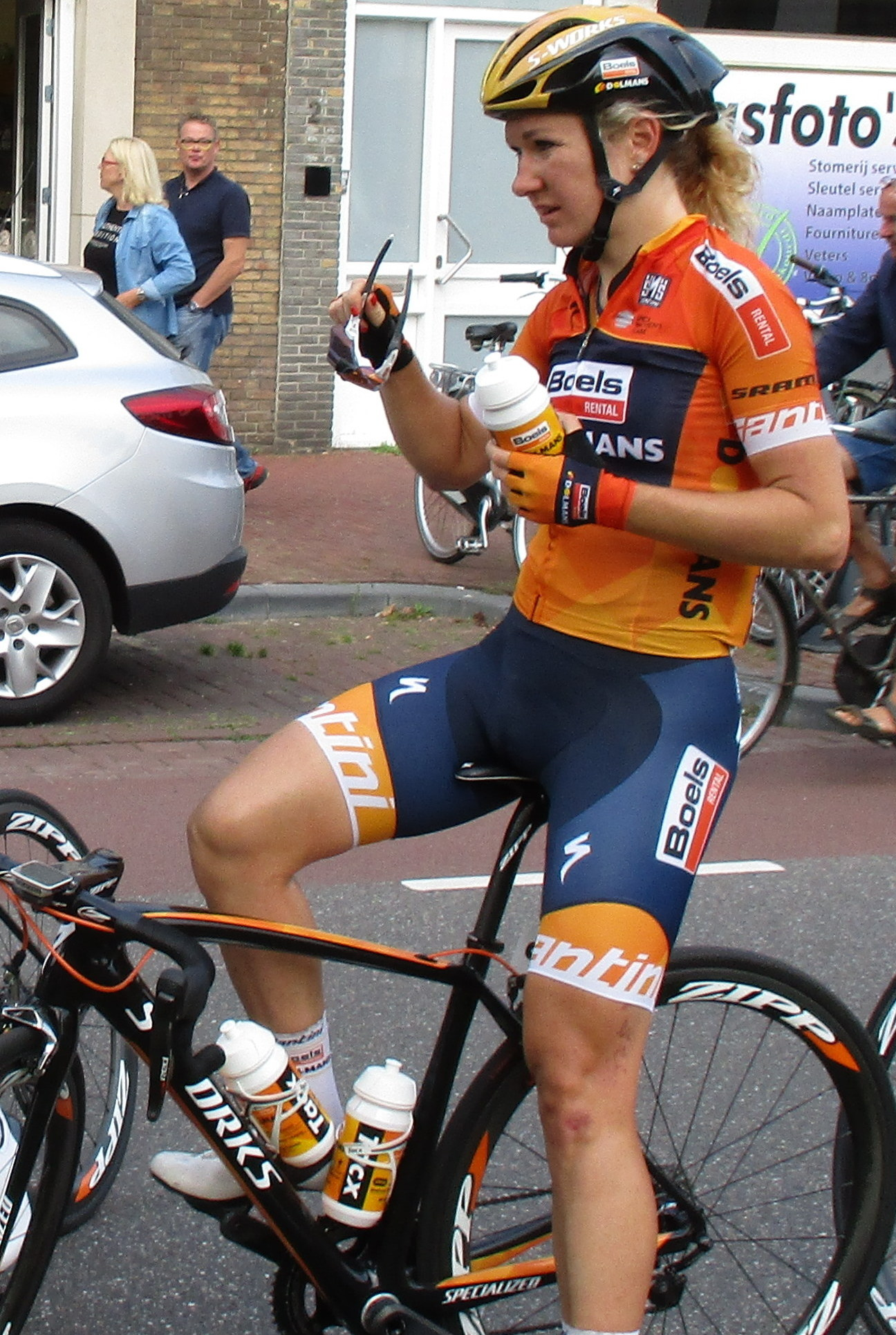
Pieters bij Boels Dolmans in 2017.

- WK Ploegentijdrit in Bergen[11]

2018 - 5 zeges
- Ronde van Drenthe (WWT)
- Eindklassement en 2e etappe Healthy Ageing Tour
- 3e etappe Emakumeen Bira (WWT)
- Bretagne Classic

2019
- 6e etappe OVO Energy Women's Tour
- Europees kampioenschap gemengde ploegenestafette
- Europees kampioene op de weg
- Wereldkampioen gemengde ploegenestafette

2021
- Puntenklassement Healthy Ageing Tour
- Nokere Koerse
- Nederlands kampioenschap wielrennen op de weg
- 2e etappe The Women's Tour

### Uitslagen in voornaamste wedstrijden
| Jaar | Gent-Wevelgem | Ronde van Vlaanderen | Parijs-Roubaix | Amstel Gold Race | Luik-Bast.‑Luik | Omloop Het Nieuwsblad | Ronde van Drenthe |  | WK op de weg |
| ---- | ------------- | -------------------- | -------------- | ---------------- | --------------- | --------------------- | ----------------- |  | ------------ |
| 2010 |               |                      |                |                  |                 |                       | 54e               |  |              |
| 2011 |               |                      |                |                  |                 | 25e                   | 94e               |  |              |
| 2012 |               |                      |                |                  |                 |                       | 46e               |  |              |
| 2013 |               | 60e                  |                |                  |                 |                       | opgave            |  | opgave       |
| 2014 |               | 23e                  |                |                  |                 | ↑                     | 9e                |  | opgave       |
| 2015 | 5e            | 34e                  |                |                  |                 | 7e                    | ↑                 |  | 46e          |
| 2016 | 4e            | 21e                  |                |                  |                 | 19e                   | 14e               |  | 32e          |
| 2017 | 26e           | 16e                  |                | 7e               |                 | 24e                   | 14e               |  | 45e          |
| 2018 | 5e            | ↑                    |                | 14e              |                 |                       | ↑                 |  | 8e           |
| 2019 | 5e            | 10e                  |                | 25e              | 44e             |                       | 4e                |  | 19e          |
| 2020 | 9e            | ↑                    |                |                  | 5e              |                       |                   |  | 34e          |
| 2021 | 11e           | 14e                  | 14e            |                  |                 | ↑                     |                   |  | 30e          |